# Hesperis bicuspidata
Hesperis bicuspidata (Turkhesperis) är en korsblommig växtart som först beskrevs av Carl Ludwig von Willdenow, och fick sitt nu gällande namn av Jean Louis Marie Poiret. Hesperis bicuspidata ingår i släktet hesperisar, och familjen korsblommiga växter. Inga underarter finns listade i Catalogue of Life.
Arten växer vilt i Turkiet, men odlas någon gång som prydnadsväxt i Sverige. I Artdatabanken anges den som tillfälligt förekommande alternativt som kvarstående. Det första belägget som vilt växande i Sverige samlades 2019 på kulturgräsmark vid Estlandsgatan i Malmö.

### Noier
1. ↑  Poiret, J.L.M., 1813 In: Lamarck, J.B.A.P. de Monnet de Encycl. Suppl. 3: 195.
2. ↑  Poiret, J.L.M., 1813 In: Lamarck, J.B.A.P. de Monnet de Encycl. Suppl. 3: 195.
3. 1 2  Roskov Y., Kunze T., Orrell T., Abucay L., Paglinawan L., Culham A., Bailly N., Kirk P., Bourgoin T., Baillargeon G., Decock W., De Wever A., Didžiulis V. (ed) (16 mars 2014). ”Species 2000 & ITIS Catalogue of Life: 2014 Annual Checklist.”. Species 2000: Reading, UK. http://www.catalogueoflife.org/annual-checklist/2014/details/species/id/7142930. Läst 26 maj 2014.
4. ↑  Brassicaceae species checklist and database Arkiverad 29 augusti 2014 hämtat från the Wayback Machine.